# Liste der Kulturdenkmale in Petingen
In der Liste der Kulturdenkmale in Petingen sind alle Kulturdenkmale der luxemburgischen Gemeinde Petingen aufgeführt (Stand: 15. Juli 2025).

## Kulturdenkmale nach Ortsteil

### Petingen
| Bild                                    | Bezeichnung                                      | Lage                            | Beschreibung | Stufe | Eingetragen seit   |
| --------------------------------------- | ------------------------------------------------ | ------------------------------- | ------------ | ----- | ------------------ |
| Weitere Bilder                          | Gelände der archäologischen Fundstätte Titelberg | „Titelberg“ (Karte)             |              | PCN   | 18. Mai 1982       |
| Weitere Bilder                          | Archäologische Fundstätte Titelberg              | „Titelberg“ (Karte)             |              | PCN   | 16. September 2020 |
| Weitere Bilder                          | Gelände der archäologischen Fundstätte Titelberg | „Titelberg“ (Karte)             |              | PCN   | 28. Juli 1989      |
| Gebäude                                 | Gebäude                                          | 56, route de Luxembourg (Karte) |              | PCN   | 23. Oktober 2020   |
| Gebäude                                 | Gebäude                                          | 23, route de Luxembourg (Karte) |              | PCN   | 15. Februar 2021   |
| Gebäude                                 | Gebäude                                          | 9, rue de la Paix (Karte)       |              | PCN   | 19. September 2022 |
| Weitere Bilder                          | Empfangs- und Bürogebäude des Bahnhofs Pétange   | (Karte)                         |              | PCN   | 19. Oktober 2022   |
| Gebäude                                 | Gebäude                                          | 159, route de Longwy (Karte)    |              | PCN   | 5. August 2024     |
| ehemalige Mühle                         | ehemalige Mühle                                  | 72, rue de l’Eglise (Karte)     |              | IS    | 11. November 1986  |
| Gebäude der Chemins de fer Prince Henri | Gebäude der Chemins de fer Prince Henri          | avenue de la Gare (Karte)       |              | IS    | 8. Dezember 1987   |

### Rodingen
| Bild | Bezeichnung | Lage                                          | Beschreibung | Stufe | Eingetragen seit |
| --- | --- | --------------------------------------------- | ------------ | ----- | ---------------- |
| | Bergbaulokomotiven LME-2T10-G2 und LME-2C13-K II | Industrie- und Eisenbahnparks in Fond-de-Gras |              | PCN   | 29. März 1989    |
| Bauernhof | Bauernhof | 1, Ferme Rouge (Karte)                        |              | PCN   | 23. Juli 2021    |
| Weitere Bilder | Empfangsgebäude des Bahnhofs Rodingen | (Karte)                                       |              | PCN   | 19. Oktober 2022 |
| Gebäude | Gebäude | 19, rue Joseph Philippart (Karte)             |              | PCN   | 8. August 2023   |
| Weitere Bilder | Bahnhof Fond-de-Gras, die Eisenbahnstrecke Dhoil–Fond de Gras–Fussbôsch und die Eisenbahnmaschinen (technische Einrichtung)                                 | Fond-de-Gras (Karte)                          |              | IS    | 6. August 1987   |
| Gelände der „Dhoil“-Minen mit den Umkleidekabinen, der Abfahrtstation der Standseilbahn, dem Kompressor- und Hochspannungsraum und dem alten Brechergebäude | Gelände der „Dhoil“-Minen mit den Umkleidekabinen, der Abfahrtstation der Standseilbahn, dem Kompressor- und Hochspannungsraum und dem alten Brechergebäude | (Karte)                                       |              | IS    | 21. Februar 1989 |
| ehemalige Mühle | ehemalige Mühle | 105, rue Nicolas Biever (Karte)               |              | IS    | 18. Februar 2019 |

### Rollingen
| Bild                                  | Bezeichnung                           | Lage                            | Beschreibung | Stufe | Eingetragen seit  |
| ------------------------------------- | ------------------------------------- | ------------------------------- | ------------ | ----- | ----------------- |
| Gebäude                               | Gebäude                               | 29, route de Luxembourg (Karte) |              | PCN   | 2. September 2022 |
| alte Mühle mit umliegendem Grundstück | alte Mühle mit umliegendem Grundstück | rue du Vieux-Moulin (Karte)     |              | IS    | 14. April 1986    |

Legende: PCN – Immeubles et objets bénéficiant des effets de classement comme patrimoine culturel national; IS – Immeubles et objets inscrits à l’inventaire supplémentaire

## Quelle
- Liste des immeubles et objets beneficiant d’une protection nationales, Nationales Institut für das gebaute Erbe, Fassung vom 12. September 2022, S. 99 f. (PDF)

- Karte mit allen Koordinaten:
- OSM |
- WikiMap

Bad Mondorf |
Bartringen |
Bauschleiden |
Bech |
Beckerich |
Befort |
Berdorf |
Bettemburg |
Bettendorf |
Betzdorf |
Bissen |
Biwer |
Burscheid |
Bous-Waldbredimus |
Clerf |
Colmar-Berg |
Consdorf |
Contern |
Dalheim |
Diekirch |
Differdingen |
Dippach |
Düdelingen |
Echternach |
Ell |
Ernztalgemeinde |
Erpeldingen an der Sauer |
Esch an der Alzette |
Esch an der Sauer |
Ettelbrück |
Fels |
Feulen |
Fischbach |
Flaxweiler |
Frisingen |
Garnich |
Goesdorf |
Grevenmacher |
Grosbous-Wahl |
Habscht |
Heffingen |
Helperknapp |
Hesperingen |
Junglinster |
Käerjeng |
Kayl |
Kehlen |
Kiischpelt |
Koerich |
Kopstal |
Lenningen |
Leudelingen |
Lintgen |
Lorentzweiler |
Luxemburg |
Mamer |
Manternach |
Mersch |
Mertert |
Mertzig |
Monnerich |
Niederanven |
Nommern |
Parc Hosingen |
Petingen |
Préizerdaul |
Pütscheid |
Rambruch |
Reckingen/Mess |
Redingen/Attert |
Reisdorf |
Remich |
Roeser |
Rosport-Mompach |
Rümelingen |
Saeul |
Sandweiler |
Sassenheim |
Schengen |
Schieren |
Schifflingen |
Schüttringen |
Stadtbredimus |
Stauseegemeinde |
Steinfort |
Steinsel |
Strassen |
Tandel |
Ulflingen |
Useldingen |
Vianden |
Vichten |
Waldbillig |
Walferdingen |
Weiler zum Turm |
Weiswampach |
Wiltz |
Winseler |
Wintger |
Wormeldingen